# Cleopatra Selene I
Cleopatra Selene (en griego, Κλεοπάτρα Σελήνη; c. 135 a 130 - 69 a. C.) fue reina consorte de Egipto (conocida como Cleopatra Selene o Cleopatra V Selene) entre 115 y 102 a. C., reina consorte de Siria de 102 a 92 a. C., y monarca de Siria (Cleopatra II) de 82 a 69 a. C. Hija de Ptolomeo VIII Fiscón y Cleopatra III de Egipto, Cleopatra Selene fue favorecida por su madre y se convirtió en una pieza en sus maniobras políticas. En el año 115 a. C., la madre de Ptolomeo IX lo obligó a divorciarse de su hermana y esposa Cleopatra IV y eligió a Cleopatra Selene como la nueva reina consorte de Egipto. La tensión entre el rey y su madre aumentó, y culminó en su expulsión de Egipto, y, por lo tanto, dejó a Cleopatra Selene atrás; probablemente se casó entonces con el nuevo rey, su otro hermano Ptolomeo X.  
Tras la unión matrimonial de la princesa siria seléucida Cleopatra I con Ptolomeo V de Egipto, los matrimonios dinásticos entre ambos reinos se volvieron comunes. En el año 102 a. C., Cleopatra III buscó establecer una alianza con su sobrino Antíoco VIII de Siria, y envió a Cleopatra Selene como su esposa. Tras el asesinato de Antíoco VIII en 96 a. C., Cleopatra Selene se casó con su hermano y rival, Antíoco IX. Su nuevo esposo murió en 95 a. C., y finalmente ella contrajo matrimonio con el hijo de este, Antíoco X, quien desaparece de los registros y se presume que murió en 92 a. C., aunque podría haber mantenido el poder hasta 89/88 a. C. (año 224 de la era seléucida). Cleopatra Selene se escondió en el reino junto a sus hijos, mientras Siria se dividía: Filipo I gobernaba en la capital, Antioquía, y Antíoco XII en la ciudad sureña de Damasco.  
Cleopatra Selene tuvo varios hijos con distintos esposos. Probablemente tras la muerte de Antíoco XII en 230 ES (83/82 a. C.), declaró rey a su hijo Antíoco XIII, fruto de su matrimonio con Antíoco X, y parece haber reclamado el título de cogobernante. Ambos intentaron tomar Antioquía tras la muerte de Filipo I. Sin embargo, la población de Antioquía y el gobernador de Damasco, agotados por las guerras civiles seléucidas, invitaron a monarcas extranjeros a gobernarlos: Tigranes II de Armenia tomó Antioquía, mientras que Aretas III de Nabatea ocupó Damasco. Cleopatra Selene mantuvo el control sobre algunas ciudades costeras hasta que Tigranes II la sitió en Ptolemaida en 69 a. C., capturándola y ejecutándola posteriormente.  

## Biografía
Era hija de Ptolomeo VIII de Egipto y de Cleopatra III, de cuyas maniobras políticas Cleopatra Selene, favorecida por su madre, se convirtió en peón. En 115 a. C., Cleopatra III obligó a su hijo Ptolomeo IX a divorciarse de su hermana y esposa Cleopatra IV, y eligió a Cleopatra Selene como nueva reina consorte de Egipto. La tensión entre el rey y su madre creció y terminó con la expulsión del primero de Egipto, quien no llevó consigo a Cleopatra Selene; esta probablemente se casó con el nuevo rey, su otro hermano Ptolomeo X. 
Después del matrimonio de la princesa seléucida siria Cleopatra I con Ptolomeo V de Egipto, los matrimonios dinásticos entre los dos reinos se hicieron comunes. En 102 a. C., Cleopatra III decidió establecer una alianza con su sobrino Antíoco VIII de Siria y envió a Cleopatra Selene para que se casase con él. Después del asesinato de Antíoco en 96 a. C., su viuda decidió casarse con el hermano y rival del difunto, Antíoco IX. Cleopatra Selene perdió a su nuevo esposo en 95 a. C. y se casó por última vez, con el hijo de Antíoco IX, Antíoco X, que deja de aparecer en las fuentes y se presume que murió en 92 a. C., aunque pudo haber permanecido en el poder hasta 89/88 a. C., el año 224 ES (era seléucida). Cleopatra Selene se escondió en algún lugar del reino con sus hijos. Finalmente, Siria fue dividida entre los hijos de Antíoco VIII: Filipo I reinó en la capital siria Antioquía y Antíoco XII en la ciudad sureña de Damasco. 
Probablemente después de la muerte de Antíoco XII en el 230 ES (83/82 a. C.), proclamó rey a su hijo Antíoco XIII, al que había tenido con Antíoco X, y parece que compartió el trono con él. Los dos reclamaron Antioquía para sí al morir Filipo I, pero el pueblo de la ciudad y el gobernador de Damasco, agotados por las guerras civiles de los seléucidas, invitaron a monarcas extranjeros a gobernarlos: Tigranes II de Armenia tomó Antioquía, mientras que Aretas III de Nabatea se apoderó de Damasco. Cleopatra Selene controló varias ciudades costeras hasta que Tigranes II la asedió en 69 a. C. en Ptolemais; el rey armenio capturó a la reina y luego la ejecutó.

## Antecedentes históricos, familia y nombre
En el siglo II a. C., el imperio seléucida y el reino ptolemaico se debilitaron por las disputas dinásticas, las guerras constantes entre sí, conocidas como las guerras sirias, y la interferencia romana. Para aliviar la tensión, las dos dinastías pactaron el casamiento de algunos de sus miembros: Cleopatra I de Siria se casó con Ptolomeo V de Egipto en 193 a. C. y su nieta Cleopatra Tea desposó sucesivamente a tres reyes sirios a partir del 150 a. C.. Esos matrimonios mixtos sirvieron a Egipto para desestabilizar a Siria, que estaba especialmente fragmentada entre los diferentes aspirantes al trono; los hermanos se disputaban el poder y Egipto intervenía en las discordias apoyando alguno de los pretendientes contra los demás.
Cleopatra Selene nació entre 135 y 130 a. C., hija de Ptolomeo VIII y Cleopatra III. Tuvo muchos hermanos, entre ellos Ptolomeo IX, Ptolomeo X y Cleopatra IV. Escritores antiguos, como Cicerón y Apiano, mencionan que el nombre de la reina es Selene, y Estrabón aclaró que se llamaba «Cleopatra». Por otro lado, los estudiosos modernos, como Arthur Houghton y Catharine Lorber, creían que Selene era en realidad un epíteto. El arqueólogo Nicholas L. Wright sugirió que lo asumió cuando se convirtió en reina de Egipto y que es un epíteto adivinatorio, lo que indica que Cleopatra Selene se presentó como la manifestación de la diosa de la luna en la tierra. En las monedas acuñadas en su nombre aparece como Cleopatra Selene. Selene era el nombre de la diosa griega de la luna y está emparentada con la palabra selas (σέλας), que significa «luz». «Cleopatra» era un nombre dinástico ptolemaico; significa «famoso en su padre» o «famoso en su ascendencia». Fue la segunda reina de Siria en ostentarlo, por lo que se la llama «Cleopatra II Selene» para diferenciarla de su predecesora y tía Cleopatra I Tea, madre de los esposos de Antíoco VIII y Antíoco IX. La estudiosa de la Antigüedad Clásica Grace Macurdy la numeró como «Cleopatra V» dentro de la dinastía ptolemaica y muchos historiadores han utilizado esta convención.

## Reina de Egipto

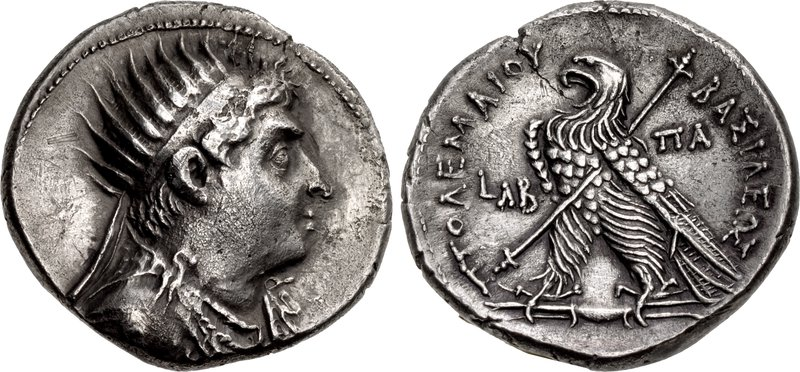
Ptolomeo VIII

El matrimonio entre hermanos era conocido en el antiguo Egipto y, aunque no era una práctica general sino restringida a la pareja real, era aceptable para los egipcios; así que los soberanos griegos ptolomeos lo practicaron imitando a sus antecesores autóctonos, quizás para consolidar la dinastía. Ptolomeo VIII murió en 116 a. C. y en su última voluntad dejó el gobierno del reino a Cleopatra III, que debía ejercerlo de consuno con uno de sus dos hijos, el que escogiese; ella prefería a Ptolomeo X, pero el pueblo de Alejandría, la capital de Egipto, lo rechazó y la obligó a aceptar la ascensión al trono de Ptolomeo IX. Poco después de su elevación, Cleopatra III obligó a Ptolomeo IX a divorciarse de Cleopatra IV, su hermana con quien se había casado antes de la muerte de su padre; el historiador del siglo II, Justino, dio a entender que Cleopatra III hizo de esto una condición para compartir el poder con él. Cleopatra Selene, favorecida por su madre Cleopatra III, fue elegida nueva reina consorte en 115 a. C. La relación entre Ptolomeo IX y su madre se deterioró en 107 a. C.; Ptolomeo se vio obligado a exiliarse por imposición materna y dejó en Egipto a su esposa e hijos.
El mismo año 107 a. C., probablemente se casó con el nuevo rey, su hermano menor, Ptolomeo X. En 103 a. C., Ptolomeo IX estaba luchando en Judea. La reina madre temía una alianza contra ella entre Ptolomeo IX y su amigo Antíoco IX de Siria, que estaba librando una guerra civil con su hermano Antíoco VIII; esto la llevó a enviar tropas a Siria. Cleopatra III y Ptolomeo X conquistaron Tolemaida, y según Justino, el rey, conmocionado por la crueldad de su madre, la abandonó y huyó; Cleopatra III decidió casar a Cleopatra Selene con Antíoco VIII, como gesto para estrechar lazos con Antíoco VIII y contrarrestar una eventual liga entre Ptolomeo IX y Antíoco IX. Si se acepta que Cleopatra Selene había contraído matrimonio con Ptolomeo X, entonces Cleopatra III anuló el enlace después de que este desertase.

## Reina de Siria

### Reina consorte

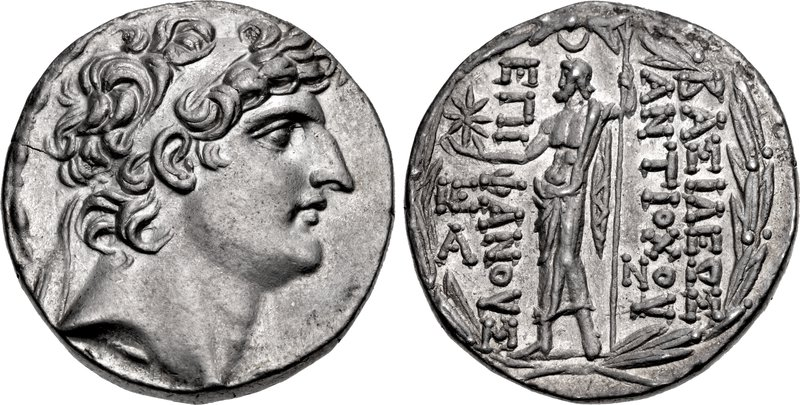
Antioco VIII

El matrimonio de Cleopatra Selene y Antíoco VIII tuvo lugar en torno al 102 a. C.; el historiador Leo Kadman sugirió que Cleopatra III le dio a su hija al rey sirio en Ptolemais antes de retirarse a Egipto, y que Cleopatra Selene tuvo en ella su residencia principal hasta el final de su vida. Los detalles de su vida con Antioco VIII no están claros; el matrimonio no tuvo descendencia conocida, aunque sí se conocen seis de los hijos de Antíoco VIII de su matrimonio anterior. En el 96 a. C., Heracleón de Beroea, general de Antíoco VIII, asesinó a su señor e intentó usurpar el trono, pero fracasó y se retiró a su ciudad natal, Beroea. La capital de Siria, Antioquía, era parte del reino de Antíoco VIII en el momento de su asesinato; Cleopatra Selene probablemente residió allí.

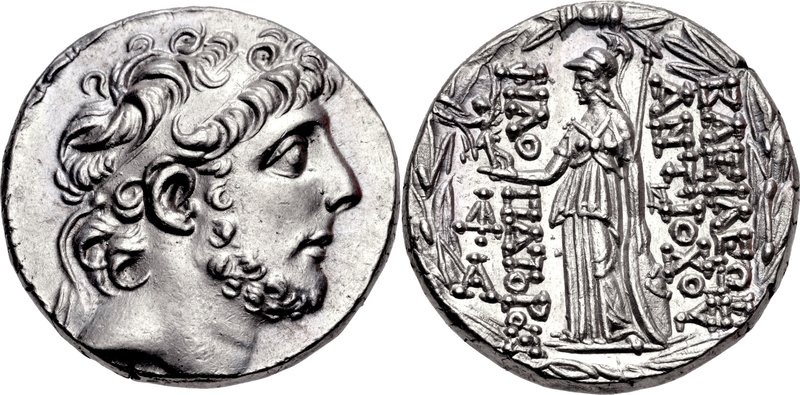
Antíoco IX

La reina resistió en la capital por un tiempo antes de casarse con Antíoco IX. La manera en que Antíoco IX tomó el control de Antioquía y su nueva esposa en el 95 a. C. no está clara; podría haber tomado la ciudad por la fuerza o quizá Cleopatra Selene le abriese las puertas. En opinión del historiador Auguste Bouché-Leclercq, tenía pocas razones para confiar en los cinco hijos de su esposo anterior; la reina necesitaba un aliado que la ayudara a controlar la capital, mientras que Antíoco IX necesitaba una esposa y le convenía la influencia de que gozaba Cleopatra Selene sobre la guarnición de la ciudad y los funcionarios de su difunto esposo. Es poco probable que este matrimonio contentase a los hijos de Antíoco VIII. El primero en actuar fue Seleuco VI, que estaba en Cilicia. Un año después de su matrimonio con la reina, Antíoco IX marchó contra su sobrino, pero fue derrotado y asesinado. Poco después, Seleuco entró en la capital. Cleopatra Selene probablemente huyó antes de la llegada del nuevo rey o tal vez Antíoco IX la había enviado a Arados para protegerla antes de emprender la fallida campaña contra Seleuco.
Antíoco X, hijo de Antíoco IX, se proclamó rey en Arados, y desposó a Cleopatra Selene en 218 ES (95/94 a. C.). Existía un precedente en la dinastía de un hijo que se casaba con su madrastra: Antíoco lo había hecho con su madrastra Estratónice, lo que pudo facilitar los posteriores esponsales de Cleopatra Selene. Sin embargo, el matrimonio fue escandaloso. Apiano escribió una anécdota sobre el epíteto de Antíoco X, «Éusebes» («el Piadoso»): los sirios se lo dieron para burlarse de su muestra de lealtad a su padre al acostarse con su viuda. La justificación del matrimonio quizá fue pragmática: Antíoco X ansiaba ser rey, pero tenía pocos recursos y necesitaba una reina. Por su parte, Cleopatra Selene tenía unos cuarenta años y no podía contraer nupcias simplemente con un rey extranjero. Antíoco X arrebató Antioquía a Seleuco VI en el 94 a. C. y gobernó el norte de Siria y Cilicia, mientras que los hermanos de Seleuco VI, Filipo I y Demetrio III, regían en Beroea y Damasco, respectivamente. La última noticia del reinado de Antíoco X data del 92 a. C. y se cree generalmente que murió alrededor de ese año. Las fuentes antiguas contienen relatos y fechas contradictorias; el numismático Oliver D. Hoover aventuró la fecha de 224 ES (89/88 a. C.) para la muerte de Antíoco X. Demetrio III tomó Antioquía y luego lo hizo también Filipo I.

Siria hacia 87 a. C.

### Reina y regente
Se desconoce dónde pasó Cleopatra Selene el reinado de los sucesores de Antíoco X en Antioquía. Evidentemente se refugió con sus hijos en algún lugar del reino, y posiblemente huyó a Cilicia o Celesiria, probablemente a la ciudad de Ptolemais, que mantuvo hasta su muerte. Antíoco XII, otro hijo de Antíoco VIII que gobernaba en Damasco, murió en el 230 ES (83/82 a. C.). Como el trono de Antíoco XII estaba vacante,  proclamó rey a su hijo Antíoco XIII.
Según los datos de las monedas que la representan junto a su hijo rey y parece que actuó como regente. Se han encontrado muchas de esas monedas, en las que aparece Antíoco XIII tras ella, que está en primer plano, al estilo de una reina, y en las que su nombre está escrito antes que el del rey. Cleopatra Selene dominaba tierras en Cilicia o Fenicia, o quizá en ambas regiones, cuando proclamó rey a su vástago. El arqueólogo Alfred Bellinger sugirió que controlaba varias ciudades costeras sirias desde una base en Cilicia; ciertamente poseía Ptolemais y probablemente también Seleucia Pieria. El historiador del siglo I Josefo escribió sobre «Selene ... quien gobernó en Siria», e indicó su influencia continua en la región, a pesar de que nunca fue dueña de la capital, Antioquía. Sus hijos probablemente permanecieron en Cilicia o en otro lugar de Asia Menor por seguridad, lo que explicaría el apodo de Antíoco XIII, «Asiático».

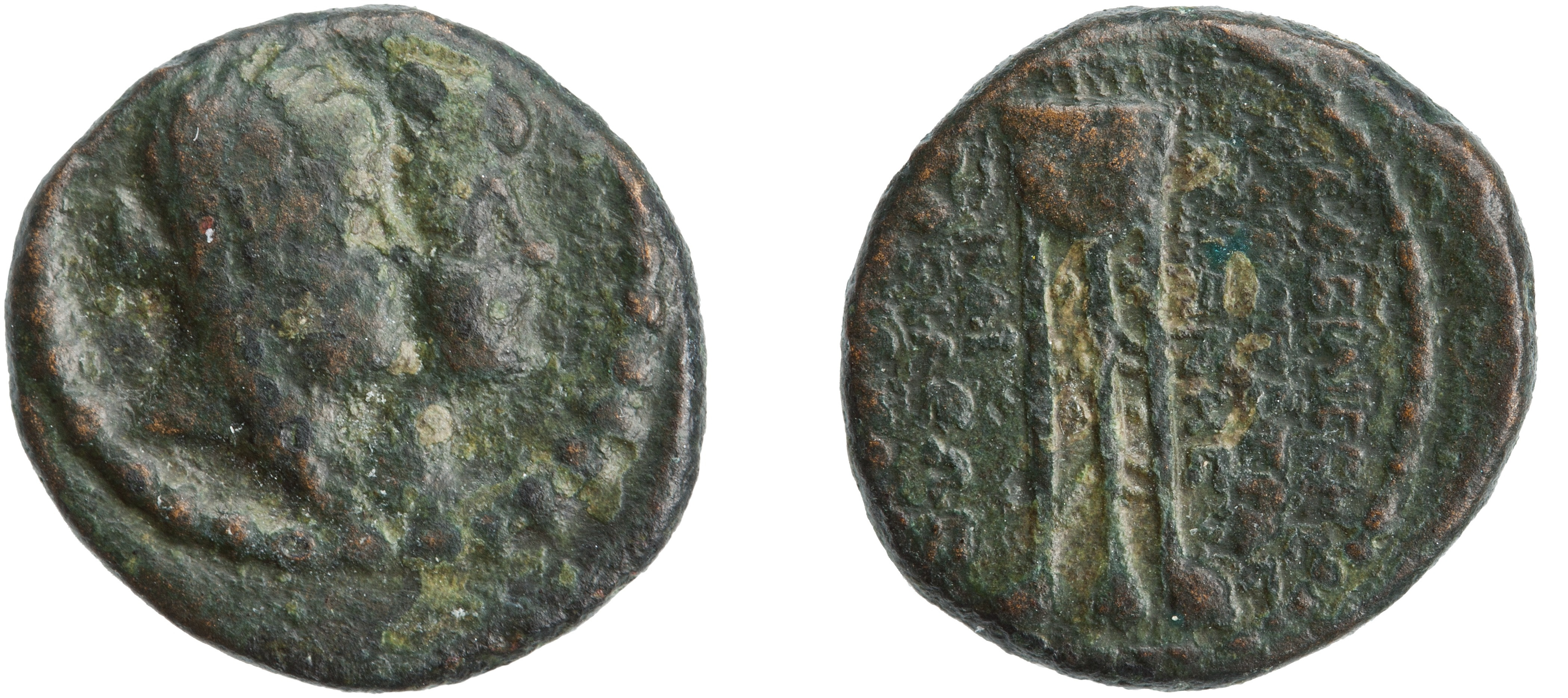
Moneda de bronce de Cleopatra Selene y Antíoco XIII. El reverso indica que fue acuñada en Damasco.

#### Reinado en Damasco
Según Josefo, «los que tenían Damasco» invitaron a Aretas III, rey de los nabateos, a gobernarlos porque temían a Ptolomeo, hijo de Menneo, rey de la Iturea. No se conoce bien la historia de Damasco entre la muerte de Antíoco XII y el 241 ES (72/71 a. C.), cuando el rey armenio Tigranes II tomó la ciudad. Hoover se basó en las monedas en las que aparece con Antíoco XIII para afirmar que Selene operaba desde Damasco; esas monedas usaban un alfa de barra rota, un epsilon cursivo y una sigma cuadrada. Esta tipografía apare en las monedas damascenas de Demetrio III y Antíoco XII, pero es rara en el mundo helenístico. Si la moneda de Cleopatra Selene fue acuñada en Damasco, entonces data del período comprendido entre la muerte de Antíoco XII y la ocupación de la ciudad por Tigranes II. Existen, pues, dos posibilidades:
- Se apoderó de Damasco tras la muerte de Antíoco XII y la perdió a manos de Aretas III antes del 73 a. C.[64] Josefo no indica que fuese el pueblo de Damasco el que llamase a Aretas III; por sus palabras parece más bien que lo hiciese una guarnición o un gobernador.[73] Todas las monedas conocidas de Cleopatra Selene están hechas de bronce, y la ausencia de piezas de plata indica que la reina carecía de los recursos necesarios para defender Damasco, lo que explicaría la invitación de Aretas III.[65] También es posible que Cleopatra Selene trasladase la capital a Ptolemais, ello hiciese que sus tropas damascenas perdiesen la fe en su gobierno y llamasen como consecuencia al rey nabateo para entregarle la ciudad.[15]
- El gobierno de Aretas III en Damasco no duró mucho antes de que Cleopatra Selene se adueñase de ella:[71] Wright propuso que se hizo con Damasco después de 80 a. C.[74] Varios factores podrían haber obligado a los nabateos a retirarse, como las amenazas itureas o los ataques del rey asmoneo Alejandro Janneo, cuyas incursiones en tierras nabateas debieron dificultar que permaneciesen en Damasco.[75]

#### Reclamo del norte
En el norte, Filipo I gobernó hasta su muerte, después de lo cual Cleopatra Selene reclamó los derechos de sus hijos que había tenido con Antíoco X al trono vacante. En general, los sirios no aceptaron las pretensiones de la reina, y el pueblo de Antioquía invitó a Tigranes II a gobernar Siria, frustrado por las constantes guerras civiles de los seléucidas. Se debate el año en que tuvo lugar este acontecimiento; la mayoría de los estudiosos aceptan que fue en el 83 a. C. cuando falleció Filipo I, aunque no hay pruebas de ello, pero aceptan la afirmación de Apiano, quien asignó un reinado de catorce años a Tigranes II, que terminó en el 69 a. C. Oliver D. Hoover propuso como hipótesis que Tigranes II invadió Siria en 74 a. C. y que Filipo I reinó en el norte de Siria hasta el año anterior, lo que hubiese creado un lapso de tiempo en el que Cleopatra Selene y Antíoco XIII hubiesen podido reclamar la posesión del país sin oposición. Un argumento a favor de que Cleopatra Selene y su hijo fuesen los únicos aspirantes al poder en Siria en el 75 a. C. es una declaración de Cicerón: el estadista romano escribió que la  envió a Antíoco XIII y a su hermano a Roma en 75 a. C. Los dos hermanos regresaron a Siria en 240 ES (73/72 a. C.), tras haber reclamado el trono de Egipto en virtud de los derechos de su madre. Para impresionar al Senado romano, la reina hizo que sus hijos llevasen obsequios, entre ellos un candelabro con joyas engastadas que dedicaron en el templo de Júpiter capitolino. El Senado se negó a tratar su petición acerca del trono egipcio, pero, según Cicerón, sí se les reconocía su derecho de iure al sirio, que habían heredado de sus antepasados.
La declaración de Cicerón indica que en el 65 a. C. Tigranes II todavía no tenía el control de Siria, porque si lo hubiese tenido, Antíoco XIII habría pedido auxilio al Senado romano para recuperarla, ya que Tigranes II era yerno del enemigo de Roma Mitrídates VI del Ponto. Del mismo modo, Filipo I no podría haber estado vivo, puesto que Antíoco XIII fue a Roma sin tener que hacer valer su derecho a Siria. En un documento presentado en la 131.ª reunión anual de la American Historical Association, Nikolaus Overtoom, basándose en la cronología de Hoover, sugirió que Cleopatra Selene dominaba el sur mientras que Filipo I poseyó el norte hasta el 75 a. C.; la muerte de este hizo del hijo de Cleopatra Selene el candidato con mayor probabilidad de heredar el trono, pero los partidarios del difunto, contrarios a la reina, le ofrecieron la corona a Tigranes II, quien invadió y conquistó el país en el 74 a. C.

### Caída, evaluación y legado
La regencia de Cleopatra Selene probablemente terminó en el 200 a. C., ya que el viaje de Antíoco XIII a Roma indica que ya había alcanzado la mayoría de edad o estaba a punto de hacerlo. Tigranes II, cuya invasión probablemente tuvo lugar durante la ausencia de Antíoco XIII, nunca controló todo el país y tomó Damasco solo en el 72 a. C. Cleopatra Selene resistió a los armenios en Ptolemais, mientras que Antíoco XIII probablemente se refugió en Cilicia. Tigranes II asedió a Ptolemais en el 69 a. C. y la conquistó, según Josefo, pero tuvo que retirarse rápidamente hacia el norte cuando los romanos atacaron Armenia. Según Estrabón, Tigranes II encarceló a la reina en Seleucia y luego la mató. Esos relatos parecen contradecirse, pero en opinión del historiador del siglo XVII William Whiston, no lo hacen, ya que Josefo no menciona que Tigranes II apresase a la reina en Ptolemais. El historiador John D. Grainger explicó la acción de Tigranes II como consecuencia de la importancia política de Cleopatra Selene y del prestigio que otorgó a sus sucesivos maridos, que hicieron que Tigranes II tratase de privar a posibles rivales de la influencia de la reina. Otros ven a Cleopatra Selene como un mero peón de maniobras políticas ajenas que luego empezó a intrigar en su propio beneficio.
La larga carrera de Cleopatra Selene, el haber sido esposa de tres reyes sirios sucesivos, madre de otro y gobernante por derecho propio, además de su calidad divina, hicieron de ella un símbolo de la continuidad dinástica seléucida. Sucesivas dinastías reinaron en el antiguo Oriente Próximo y sus soberanos se dieron el título de Gran Rey, es decir, señor supremo imperial. Los romanos intentaron simplemente reemplazar a los reyes sirios como autoridad imperial en la región cuando pusieron fin a la dinastía seléucida en el 64 a. C., pero el hecho de que Roma fuese una república puso en tela de juicio su legitimidad. La diadema seléucida se consideró un símbolo de legitimidad incluso después de la caída de la dinastía, y muchos reyes orientales, como el monarca parto Mitrídates II, utilizaron la iconografía real seléucida para granjearse el apoyo de la nobleza de sus dominios. Los reyes ptolemaicos de Egipto eran los parientes más cercanos de los seléucidas y sus legítimos sucesores; Cleopatra VII de Egipto llamó Cleopatra Selene a su hija nacida en el 40 a. C. (Cleopatra Selene de Mauritania), un gesto enmarcado en los intentos de la reina egipcia por reclamar los derechos de sucesión a los territorios seléucidas en Oriente.

## Hijos

### Con Ptolomeo IX
- Según Justino, Cleopatra Selene y Ptolomeo IX tuvieron dos hijos;[91] el historiador John Whitehorne señaló que se duda de la existencia de esos dos niños y que podrían haber muerto a una edad temprana.[92] En 103 a. C., Cleopatra III envió a todos sus nietos y tesoros a la isla de Cos por seguridad, como parte de los preparativos de la guerra que se aprestaba a librar con Ptolomeo IX.[33] En el 88 a. C., Mitrídates VI capturó a todos los miembros de la realeza egipcia en Cos; los dos hijos de Cleopatra Selene mencionados por Justino, si realmente existieron y Cleopatra III los hizo marchar a Cos, habrían estado entre los cautivos.[93]
- Ptolomeo XII, el padre de Cleopatra VII,[21][94] y su hermano Ptolomeo de Chipre.[95] La legitimidad de Ptolomeo XII fue históricamente cuestionada;[nota 11] su padre era ciertamente Ptolomeo IX, pero la identidad de su madre es vaga.[99] Cicerón escribió que Ptolomeo XII no era rey «ni por nacimiento ni por espíritu»,[96] pero el estudioso de la Antigüedad Clásica John Pentland Mahaffy señaló que tal afirmación indican que la madre de Ptolomeo XII no era reina de nacimiento, por lo que podría tratarse de Cleopatra IV,[100] cuyo matrimonio con Ptolomeo IX puede considerarse morganático (un matrimonio entre personas de rango social desigual),[101] ya que no era aceptable que un príncipe ptolemaico se casara con su hermana antes de su ascensión al trono.[nota 12][105] El historiador Christopher J. Bennett consideró que Ptolomeo XII y su hermano eran los dos niños mencionados por Justino,[nota 13] pero propuso que fueran hijos de Cleopatra IV, considerados ilegítimos debido al matrimonio «morganático» de sus padres.[108] Por lo tanto, Cleopatra Selene no era la madre biológica, sino que la oficial, lo que explica su intento de que uno de los hijos que había tenido con Antíoco X se hiciese con el trono de Egipto en el 75 a. C., negando la legitimidad de Ptolomeo XII.[nota 14][110] Whitehorne arguyó el rechazo de Cleopatra Selene a considerar legítimo a Ptolomeo XII para descartar que este y su hermano fuesen los dos niños mencionados en la obra de Justino.[111]
- Cleopatra Berenice (Berenice III), cuya madre no se sabe con certeza quién fue, podría haber sido hija de Cleopatra Selene, pero también pudo haberlo sido de Cleopatra IV, posibilidad preferida por los historiadores modernos.[112] Sin embargo, Bennett señaló que los historiadores antiguos nunca dudaron de la legitimidad de Berenice III y la ilegitimidad del matrimonio de Ptolomeo IX y Cleopatra IV hace que sea más probable que Berenice III fuese el fruto de un matrimonio legítimo, es decir, el de su padre con Cleopatra Selene.[113]

### Con Ptolomeo X
El hijo de Ptolomeo X, Ptolomeo XI, podría haber sido hijo de Cleopatra IV. Cleopatra IV fue a Chipre tras ser expulsada de Egipto en 115 a. C.; allí residía Ptolomeo X, pero Cleopatra no se quedó en la isla, marchó pronto a Siria y se casó con Antíoco IX. Su abandono de Chipre es difícil de explicar si Ptolomeo XI era su hijo, que además no hubiese sido legítimo, pero resulta que la legitimidad de Ptolomeo XI era incuestionable. Un texto demótico indica que Berenice III era la madre de Ptolomeo XI, pero la palabra egipcia utilizada para denotar «hijo» también puede significar hijastro, que es el significado preferido por la mayoría de los estudiosos para la palabra del pasaje en cuestión. Lo más probable es que la madre fuese Cleopatra Selene; entre los varios argumentos en su favor, Bennett señaló que Cicerón llamó a Berenice III hermana de Ptolomeo XI. Si Ptolomeo XI y Berenice III eran hijos de Cleopatra Selene, entonces la declaración de Cicerón se puede tomar literalmente. La relación filial entre Cleopatra Selene y Ptolomeo XI no se puede confirmar, y aún se ignora cuál de las esposas de Ptolomeo X tuvo a Ptolomeo XI.

### Con Antíoco X

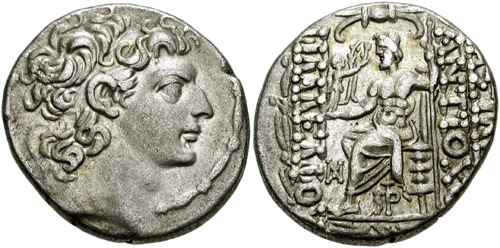
Antíoco XIII, moneda que lleva el epíteto Filadelfo

Es difícil identificar a los hijos de Antíoco X y Cleopatra Selene; Cicerón escribió que la reina tenía dos hijos, uno de ellos llamado Antíoco. Puede que el matrimonio tuviese también una hija, pero no se puede confirmar; según Plutarco, Tigranes II «mató a los sucesores de Seleuco y [llevó] a sus esposas e hijas al cautiverio». Por lo tanto, es posible que Cleopatra Selene tuviera una hija capturada por Tigranes II.
- Antíoco XIII: este hijo es el Antíoco de Cicerón,[117] quien, como monarca después de la muerte de su madre, aparece en sus monedas como Antíoco Filadelfo («amante de los hermanos»), pero en las monedas donde Cleopatra Selene está representada junto con su hijo gobernante, el rey se llama Antíoco Filométor («amante de la madre»). Esto ha llevado a los estudiosos a proponer varias teorías: Kay Ehling, concordó con Bouché-Leclercq, y afirmó que Cleopatra Selene tuvo dos hijos, ambos llamados Antíoco.[67] Pero de Cicerón, que dejó sin nombre a uno de los hermanos, se desprende claramente que solo uno de ellos se llamaba Antíoco;[115] para que la propuesta de Ehling fuese válida, Antíoco Filómero debería ser el Antíoco mencionado por Cicerón, debería haber muerto y su hermano, que tenía un nombre diferente, hubiese tenido que asumir el nombre dinástico de Antíoco con el epíteto Filadelfos, pero esta posibilidad es complicada y sigue siendo una mera hipótesis.[117] Así, Antíoco XIII tenía dos epítetos: Filadelfo y Filómero.[119]
- Seleuco Cibiosactes: el segundo hijo de Cleopatra Selene, que no fue nombrado por Cicerón y no aparece en otras fuentes antiguas;[80] los expertos modernos lo identifican generalmente con un personaje llamado así que en torno al 58 a. C. era esposo de Berenice IV de Egipto.[120] A Cibiosactes nunca se le asoció con Cleopatra Selene en las fuentes antiguas y faltan pruebas sólidas que permitan corroborar esta identificación teórica.[nota 15][120]
- Seleuco VII: en 2002, el numismático Brian Kritt anunció el descubrimiento y desciframiento de una moneda con el retrato de Cleopatra Selene y otro personaje real;[123][124] Kritt leyó el nombre de este como Seleuco Filométor y, según el epíteto, lo identificó con el hijo de Cleopatra Selene cuyo nombre no menciona Cicerón.[122] Le dio al rey recién descubierto el nombre real de Seleuco VII, y consideró muy probable que fuese Cibiosactes.[125] La hipótesis de «Seleuco VII» fue aceptada por algunos estudiosos como Lloyd Llewellyn Jones y Michael Roy Burgess,[34][68] pero Hoover la rechazó, señalando que la moneda estaba muy dañada y algunas letras eran ilegibles.[124] Hoover creyó que el nombre que aparecía en la moneda no era Seleuco, sino Antíoco y aseveró que el personaje era Antíoco XIII.[124] Según Wright, si se acepta la lectura de Kritt, entonces es posible que Cleopatra Selene se separase de Antíoco XIII antes del 75 a. C. y compartiese el trono con Seleuco VII.[nota 16][126]